# Tuenti
Tuenti (legalmente Tuenti Technologies, S.L.U.; ll nome deriva da tu [id]enti[dad]) è stata un'azienda di tecnologia spagnola basata su cloud multipiattaforma ed integrava servizi di telecomunicazione e di comunicazione sociale per mezzo delle proprie app mobile e web. Dal 2012 Tuenti diventò un operatore di telefonia mobile virtuale, rimasta da allora l'attività principale dell'azienda. Il servizio di Tuenti Móvil spagnolo è terminato definitivamente il 1º giugno del 2022 e i suoi dipendenti sono stati trasferiti all'operatore di telefonia mobile virtuale O2 España, così come i suoi ex clienti in contratto.

## Storia
Tuenti nacque in Spagna nel 2006 come servizio di rete sociale creato da un gruppo di amici: Adeyemi Ajao, Kenny Bentley, Zaryn Dentzel, Felix Ruiz Hernandez e Joaquín Ayuso de Pául. Nel 2010, Tuenti sorpassò i 10 milioni di utenti, mentre il 4 agosto 2010 fu acquisita da Telefónica per un totale di 70 milioni di euro; inizialmente Telefónica controllava l'85% di Tuenti, raggiunse il 100% alla fine del 2013. Nel 2012, Tuenti superò i quindici milioni di utenti, diventando il social network più diffuso in Spagna. Nel corso dello stesso anno, Tuenti estese il proprio social network al resto del mondo e avviò le proprie attività nel settore dell telefonia mobile diventando un operatore MVNO. Verso la fine dell'anno, Tuenti sviluppò e rilasciò la prima piattaforma di servizi telefonici basata sulla rete cloud. Nel 2013, il mercato di Tuenti nei servizi telefonici vide una crescita del 240% in Spagna, mentre a livello globale l'azienda raggiunse un fatturato di €17 milioni, una crescita del 21% rispetto al 2012. Nel 2016 Telefónica decise di chiudere definitivamente tutte le attività relative al vecchio social network; da allora, Tuenti rimane un operatore di telefonia virtuale MVNO presente in Spagna fino al 2022 e in alcuni paesi dell'America del Sud.

### Tuenti Móvil in America del Sud
Supportato da Telefónica e sfruttando le nuove normative in materia di telecomunicazioni mobili, il marchio Tuenti è stato lanciato in alcuni paesi dell'America latina. Il marchio è stato promosso come un nuovo operatore mobile basandosi sull'infrastruttura di Movistar (Telefónica) ed appoggiandosi alla sua rete. In ordine cronologico:
- Messico: il 26 giugno 2014 avviene il lancio ufficiale sul mercato internazionale: il marchio Tuenti inizia le proprie attività in Messico. Nel luglio 2016, a causa della situazione monopolistica del mercato della telefonia in Messico[13], l'operatore smette di funzionare tranquillamente[14] ed i clienti vengono migrati automaticamente verso Movistar Messico.
- Perù: nell'ottobre 2014, il Perù è diventato il terzo paese in cui è stato rilasciato il marchio.
- Argentina: Tuenti ha sostituito il marchio "Quam", anch'esso di proprietà di Telefónica Argentina il 18 novembre 2014.
- Ecuador: il marchio è stato lanciato il 29 maggio 2015 con una campagna pubblicitaria denominata "Libérate".
- Guatemala: il marchio è stato lanciato il 22 giugno 2017 con una campagna mediatica chiamata "Sin Pajas".

## Servizio
Tuenti offriva chiamate VoIP, messaggistica istantanea, e funzioni comuni ai social network, come creare un profilo, caricare foto e video e comunicare con la propria rete di contatti. Sebbene l'app di comunicazione fosse fin dall'inizio disponibile globalmente, in varie lingue, le nuove SIM e i servizi premium erano originariamente disponibili solo in Spagna.
L'azienda, oltre alla Spagna, dispone di filiali in oltre venti paesi, tra i quali: Germania, Irlanda, Polonia, Portogallo, Regno Unito, Stati Uniti d'America e Svezia.